# Dijkstras algoritme
Dijkstras algoritme er en algoritme til at finde den korteste vej på en graf. Metoden blev opfundet af Edsger W. Dijkstra i 1956 og udgivet tre år efter.